# Eksmalmyra
Eksmalmyra (Leptothorax gredleri) är en myrart som beskrevs av Mayr 1855. Eksmalmyra ingår i släktet smalmyror, och familjen myror. Arten är reproducerande i Sverige. Inga underarter finns listade i Catalogue of Life.